# Monica Bettoni Brandani
Monica Bettoni Brandani (Pontassieve, 9 ottobre 1950) è una politica e medico italiana.

## Biografia
Si laurea in medicina e si specializza in cardiologia. Entra in politica dal 1973, anno in cui si iscrive al PCI. In seguito si iscrive al PDS, divenuto poi DS. Dal 1975 al 1985 è  stata consigliere comunale ad Arezzo (rieletta consigliere nel 2004).
Nel 1992 viene eletta per la prima volta al Senato e nel novembre del 2007 viene nominata direttore generale dell'Istituto Superiore di Sanità.

### Incarichi parlamentari
Ha fatto parte delle seguenti Commissioni: Igiene e sanità; giustizia; bilancio; commissione per l'infanzia e della commissione parlamentare per le questioni regionali. Inoltre, dal 2001 al 2006, è stata segretario della Presidenza del Senato.

### Sottosegretario di Stato
Ha ricoperto l'incarico di sottosegretario di Stato  alla Salute nel primo governo di Romano Prodi e nel primo e secondo governo di Massimo D'Alema.

### Attività successive
Nel giugno 2020 è stata nominata Cavaliere al merito della Repubblica per essersi particolarmente distinta "nel servizio della comunità durante l'emergenza coronavirus". Motivo dell'onorificenza è stata la scelta, pur essendo ormai in pensione, di tornare in corsia per dare il proprio contributo a contrasto dell'emergenza Coronavirus.